# Albin säger godnatt
Albin säger godnatt ist ein Bilderbuch des schwedischen Kinderbuchautors und -illustrators Ulf Löfgren, das 1996 beim Verlag Almqvist & Wiksell veröffentlicht wurde. Es ist eines von Albins vielen Abenteuern aus der gleichnamigen Albin-Bilderbuch-Reihe.

## Inhalt
Eines Abends geht Albin hinaus, um den Tieren, die auf dem Hof leben, Gute Nacht zu sagen. Doch er erlebt eine Überraschung: In der Scheune ist kein Pferd, auf dem Misthaufen kein Hahn, die Kuh nicht auf der Weide – und auch alle anderen Tiere scheinen wie vom Erdboden verschwunden zu sein. Doch die Tiere spielen Albin lediglich einen Streich, indem sie sich vor ihm verstecken. Die kleinen Leser sehen in den Illustrationen im Unterschied zu Albin die verborgenen Tiere, so zum Beispiel das Schwein hinter dem Traktor oder die Gans in der Hundehütte. Als Albin den gesamten Bauernhof abgesucht und keins der Tiere erblickt hat, zeigen sich ihm diese plötzlich alle auf einen Haufen und rufen gemeinsam laut ‚Gute Nacht!‘. Albin ist zuerst erschrocken, doch letztlich glücklich darüber, wieder mit all seinen geliebten Tieren vereint zu sein.

## Rezeption
Charlotte Celsing schreib in ihrer Rezension: „Albin säger godnatt (Albin sagt Gute Nacht) ist eine einfache, aber pfiffige Geschichte für junge Leser. Die farbenfrohen Illustrationen, eine unkomplizierte Sprache und kurze Sätze machen das Buch zum idealen Vorlesebuch für die Kleinen, ist aber auch der ideale Text für Erstleser. Ursprünglich war die Albin-Reihe tatsächlich für den ersten Leseunterricht in Schulen gedacht.“

## Referenzen
Albin säger godnatt ist in dem literarischen Nachschlagewerk 1001 Kinder- und Jugendbücher – Lies uns, bevor Du erwachsen bist! für die Altersstufe 0–3 Jahre enthalten.

## Ausgaben
- Alibn säger godnatt. Almqvist & Wiksell, Schweden 1996 (schwedisch).